# Casa de las Nacionalidades de Moscú
La Casa de las Nacionalidades de Moscú es una institución pública de Moscú, ubicado en el antiguo Hospital de Kurakin.

## Historia
La Casa de las Nacionalidades de Moscú es una institución estatal ubicado en al antiguo hospital de Kurakin. Fue construido en 1740 durante la Ilustración Rusa por los príncipes Kurakin en el territorio de su finca de Moscú. Fue una de las primeras instituciones benéficas del Imperio ruso. Paso a llamarse "Casa aceptable" en 1820. El Asilo se cerro en 1917. En 1935 fue demolida su iglesia de Nicolai Ugodnik, y las otras dependencias se utilizaron para viviendas hasta la década de 1980.
En 1998, por decreto de Yury Luzhkov, se creó en este Hospicio la institución estatal: Casa de las Nacionalidades de Moscú . 
De 1999 a 2003 se llevaron a cabo la reconstrucción de la antigua Casa de Hospicio, gracias a la cual fue posible recrear el aspecto del edificio, que tenía en el siglo XVIII. Durante los trabajos, se renovó la mampostería, se reforzaron los techos abovedados, se restauraron las columnas destruidas de piedra blanca, se cambiaron las aberturas de las ventanas y se restauraron las escaleras. Los edificios de la Casa de Beneficencia hacen hoy parte del patrimonio cultural de importancia federal rusa.

## Institución pública
Establecido en 1998 la Casa de las Nacionalidades de Moscú fue la primera institución pública establecida para interactuar con las comunidades nacionales dentro de la Federación de Rusia. Rusia cuenta con 13 Casas de la Amistad, 4 Casas de Nacionalidades y 32 Centros Culturales Nacionales.
Durante los últimos 14 años, la Institución ha reunido a personalidades de diferentes nacionalidades y culturas; promoviendo relaciones internacionales entre los habitantes de la capital, preservando su diversidad étnica y lingüística. 
Ochenta y una organizaciones públicas nacionales que representan a 47 nacionalidades se han acreditadas en la Casa de Nacionalidades. Cada año se realizan unos 600 eventos. Son conferencias, exposiciones, festivales y concursos que promueven el desarrollo de la tolerancia interétnica.

## Exposiciones y Eventos
La Casa de las Nacionalidades de Moscú exhibe el "Museo de la Amistad de los Pueblos" con más de 10,000 piezas, que explican la historia nacional y el estilo de vida de las nacionalidades en Rusia. El museo organiza exposiciones y concursos que promueven el desarrollo de la tolerancia interétnica, involucrando asociaciones y festivales étnicos de base como el Festival Rusia Multicolor o el festival On a High Wave. En 2010 acogió la primera reunión interregional de las Casas de la Amistad y las Casas de las Nacionalidades y desarrolló programas como el "Diálogo de las culturas" bajo la dirección de Kristina Volkova como parte de la proclamación de 2010 de las Naciones Unidas sobre el Año Internacional de la Unión de las Culturas. El Museo alberga también exposiciones temporales de arte contemporáneo. En 2021 la comisaria Svetlana Solo Orlova mostró la exposición "Viajar sin destino final" que muestra las obras de artistas contemporáneos españoles y sudamericanos como Álvaro Abad, Daniel Garbade, Francis Arroyo o Rubén Domínguez. El evento se llevó a cabo conjuntamente con la Unión Profesional de Artistas de Rusia, la Organización Pública Regional "Centro para el Estudio de la Cultura Española" y el Centro Cultural de Macedonia.
El 16 de diciembre de 2011, la Casa de las Nacionalidades acogió la ceremonia de instalación de los nuevos Caballeros de la Orden de Santa Ana y San Nicolás por la Pretendiente al trono de la dinastía Romanov, la Gran Duquesa María Vladimirovna Románova. Entre los investidos se encontraba el director de la Casa de las Nacionalidades, N. P. Komarov; el Decano de la Facultad de Historia de la Universidad Estatal de Moscú, S. P. Karpov, y el ministro del Gobierno de la Ciudad de Moscú y el presidente del Comité de Patrimonio Cultural de Moscú, A. V. Kibovskii.